# فانوس‌ماهی خارنده
فانوس‌ماهی خارنده (نام علمی: Myctophum asperum) نام یک گونه از تیره فانوس‌ماهی است.